# (32585) 2001 QQ107
2001 QQ107 (asteroide 32585) é um asteroide da cintura principal. Possui uma excentricidade de 0.08501450 e uma inclinação de 4.86905º.
Este asteroide foi descoberto no dia 18 de agosto de 2001 por LONEOS em Anderson Mesa.